# Tragopa pubescens
Tragopa pubescens är en insektsart som beskrevs av William D. Funkhouser. Tragopa pubescens ingår i släktet Tragopa och familjen hornstritar. Inga underarter finns listade i Catalogue of Life.